# Natação nos Jogos Olímpicos de Verão de 2020 - 200 m costas masculino
A competição dos 200 m costas masculino da natação nos Jogos Olímpicos de Verão de 2020 foi disputada entre 28 e 30 de julho de 2021 no Centro Aquático, em Tóquio. Um total de 29 nadadores de 23 Comitês Olímpicos Nacionais (CON) participaram do evento.

## Qualificação
O tempo de qualificação olímpica ao evento foi de 1min57s50. Até dois nadadores por Comitê Olímpico Nacional (CON) poderiam se qualificar automaticamente nadando naquele tempo em um evento de qualificação aprovado. Por sua vez, o tempo de seleção olímpica foi de 2min01s03. Até um nadador por CON estaria elegível para a qualificação com esse tempo com sua entrada classificada em um ranking até que o número de participantes fosse atingido. CONs sem um nadador qualificado em qualquer evento poderiam obter seus lugares através das vagas de universalidade.

## Formato
A competição consiste em três rodadas: preliminares, semifinais e final. Os nadadores com os 16 melhores tempos nas baterias preliminares avançam as semifinais. Já os nadadores com os 8 melhores tempos nas semifinais avançam a final. Desempates (swim-offs) são utilizados conforme necessário para quebrar os empates de avanço a próxima rodada.

## Calendário
Horário local (UTC+9)
| Data                | Horário | Fase         |
| ------------------- | ------- | ------------ |
| 28 de julho de 2021 | 19:20   | Preliminares |
| 29 de julho de 2021 | 11:05   | Semifinais   |
| 30 de julho de 2021 | 10:50   | Final        |

## Medalhistas
| Ouro   | ROC Evgeny Rylov   |
| Prata  | USA Ryan Murphy    |
| Bronze | GBR Luke Greenbank |

## Recordes
Antes desta competição, os recordes mundiais e olímpicos da prova eram os seguintes:
| Tipo | Atleta        | Tempo   | Local   | Data                |
| ---- | ------------- | ------- | ------- | ------------------- |
|      | Aaron Peirsol | 1:51.92 | Roma    | 31 de julho de 2009 |
|      | Tyler Clary   | 1:53.41 | Londres | 2 de agosto de 2012 |

Os seguintes recordes mundiais e/ou olímpicos foram estabelecidos durante esta competição:
| Data                | Evento | Atleta           | Tempo   | Notas            |
| ------------------- | ------ | ---------------- | ------- | ---------------- |
| 30 de julho de 2021 | Final  | ROC Evgeny Rylov | 1:53.27 | Recorde olímpico |

## Resultados

### Preliminares
Os nadadores com as 16 primeiras colocações, independente da bateria, avançam as semifinais.
| Pos. | Bateria | Raia | Nadador              | CON                 | Tempo   | Notas |
| ---- | ------- | ---- | -------------------- | ------------------- | ------- | ----- |
| 1    | 2       | 4    | Luke Greenbank       | GBR Grã-Bretanha    | 1:54.63 | Q     |
| 2    | 4       | 4    | Evgeny Rylov         | ROC                 | 1:56.02 | Q     |
| 3    | 4       | 5    | Bryce Mefford        | USA Estados Unidos  | 1:56.37 | Q     |
| 4    | 2       | 1    | Lee Ju-ho            | KOR Coreia do Sul   | 1:56.77 | Q,    |
| 5    | 1       | 4    | Grigory Tarasevich   | ROC                 | 1:56.82 | Q     |
| 6    | 2       | 6    | Radosław Kawęcki     | POL Polônia         | 1:56.83 | Q     |
| 7    | 3       | 4    | Ryan Murphy          | USA Estados Unidos  | 1:56.92 | Q     |
| 8    | 2       | 5    | Ryosuke Irie         | JPN Japão           | 1:56.97 | Q     |
| 9    | 4       | 3    | Keita Sunama         | JPN Japão           | 1:57.07 | Q     |
| 10   | 4       | 2    | Tristan Hollard      | AUS Austrália       | 1:57.24 | Q     |
| 11   | 3       | 6    | Roman Mityukov       | SUI Suíça           | 1:57.45 | Q     |
| 12   | 4       | 6    | Brodie Williams      | GBR Grã-Bretanha    | 1:57.48 | Q     |
| 13   | 4       | 8    | Nicolás García       | ESP Espanha         | 1:57.62 | Q     |
| 14   | 2       | 3    | Ádám Telegdy         | HUN Hungria         | 1:57.70 | Q     |
| 15   | 3       | 5    | Xu Jiayu             | CHN China           | 1:57.76 | Q, WD |
| 16   | 2       | 7    | Markus Thormeyer     | CAN Canadá          | 1:57.85 | Q     |
| 17   | 3       | 3    | Yohann Ndoye-Brouard | FRA França          | 1:57.96 | Q     |
| 18   | 4       | 7    | Jan Čejka            | CZE República Checa | 1:58.02 |       |
| 19   | 4       | 1    | Christian Diener     | GER Alemanha        | 1:58.27 |       |
| 20   | 3       | 2    | Matteo Restivo       | ITA Itália          | 1:58.36 |       |
| 21   | 1       | 5    | Martin Binedell      | RSA África do Sul   | 1:58.47 |       |
| 22   | 3       | 1    | Francisco Santos     | POR Portugal        | 1:58.58 |       |
| 23   | 2       | 8    | Berke Saka           | TUR Turquia         | 1:58.66 |       |
| 24   | 2       | 2    | Kaloyan Levterov     | BUL Bulgária        | 1:58.96 |       |
| 25   | 3       | 7    | Mewen Tomac          | FRA França          | 1:59.02 |       |
| 26   | 1       | 6    | Robert Glință        | ROU Romênia         | 1:59.18 |       |
| 27   | 3       | 8    | Jakub Skierka        | POL Polônia         | 1:59.30 |       |
| 28   | 1       | 3    | Yakov Toumarkin      | ISR Israel          | 1:59.65 |       |
| 29   | 1       | 2    | Merdan Ataýew        | TKM Turcomenistão   | 2:03.68 |       |

### Semifinais
Os nadadores com as 8 primeiras colocações, independente da bateria, avançam a final.
| Pos. | Bateria | Raia | Nadador              | CON                | Tempo   | Notas |
| ---- | ------- | ---- | -------------------- | ------------------ | ------- | ----- |
| 1    | 1       | 4    | Evgeny Rylov         | ROC                | 1:54.45 | Q     |
| 2    | 2       | 4    | Luke Greenbank       | GBR Grã-Bretanha   | 1:54.98 | Q     |
| 3    | 2       | 6    | Ryan Murphy          | USA Estados Unidos | 1:55.38 | Q     |
| 4    | 1       | 1    | Ádám Telegdy         | HUN Hungria        | 1:56.19 | Q     |
| 5    | 2       | 1    | Nicolás García       | ESP Espanha        | 1:56.35 | Q     |
| 6    | 2       | 5    | Bryce Mefford        | USA Estados Unidos | 1:56.37 | Q     |
| 7    | 1       | 3    | Radosław Kawęcki     | POL Polônia        | 1:56.68 | Q     |
| 8    | 1       | 6    | Ryosuke Irie         | JPN Japão          | 1:56.69 | Q     |
| 9    | 1       | 8    | Yohann Ndoye-Brouard | FRA França         | 1:56.83 |       |
| 10   | 1       | 2    | Tristan Hollard      | AUS Austrália      | 1:56.92 |       |
| 11   | 1       | 5    | Lee Ju-ho            | KOR Coreia do Sul  | 1:56.93 |       |
| 12   | 2       | 3    | Grigory Tarasevich   | ROC                | 1:57.06 |       |
| 13   | 2       | 7    | Roman Mityukov       | SUI Suíça          | 1:57.07 |       |
| 14   | 2       | 2    | Keita Sunama         | JPN Japão          | 1:57.16 |       |
| 15   | 1       | 7    | Brodie Williams      | GBR Grã-Bretanha   | 1:57.73 |       |
| 16   | 2       | 8    | Markus Thormeyer     | CAN Canadá         | 1:59.36 |       |

### Final
Os três nadadores mais rápidos na final conquistaram as medalhas.
| Pos. | Raia | Nadador          | CON                | Tempo   | Notas            |
| ---- | ---- | ---------------- | ------------------ | ------- | ---------------- |
| 01 ! | 4    | Evgeny Rylov     | ROC                | 1:53.27 | Recorde olímpico |
| 02 ! | 3    | Ryan Murphy      | USA Estados Unidos | 1:54.15 |                  |
| 03 ! | 5    | Luke Greenbank   | GBR Grã-Bretanha   | 1:54.72 |                  |
| 4    | 7    | Bryce Mefford    | USA Estados Unidos | 1:55.49 |                  |
| 5    | 7    | Ádám Telegdy     | HUN Hungria        | 1:56.15 |                  |
| 6    | 1    | Radosław Kawęcki | POL Polônia        | 1:56.39 |                  |
| 7    | 8    | Ryosuke Irie     | JPN Japão          | 1:57.32 |                  |
| 8    | 2    | Nicolás García   | ESP Espanha        | 1:59.06 |                  |

Legenda
| Recorde mundial      | Recorde mundial (World record)               |                       | Recorde africano                      | Recorde africano (African) |                                           | Q | Classificado por posição (Qualified) |
| Recorde olímpico     | Recorde olímpico (Olympic record)            | Recorde da América    | Recorde da América (Americas)         | q                          | Classificado por melhor tempo (Qualified) |   |                                      |
| Melhor marca do ano  | Melhor marca do ano (World leading)          | Recorde asiático      | Recorde asiático (Asian)              | DNS                        | Não largou (Did not start)                |   |                                      |
| Recorde nacional     | Recorde nacional (National record)           | Recorde europeu       | Recorde europeu (European)            | DNF                        | Não terminou (Did not finish)             |   |                                      |
| Recorde pessoal      | Recorde pessoal do atleta (Personal best)    | Recorde da Oceania    | Recorde da Oceania (Oceania)          | DSQ / DQ                   | Desclassificado (Disqualified)            |   |                                      |
| Recorde da temporada | Recorde da temporada do atleta (Season best) | Recorde sul-americano | Recorde sul-americano (South America) | NM                         | Sem marca (No mark)                       |   |                                      |